# Federica Sanfilippo
Federica Sanfilippo (* 24. Oktober 1990 in Sterzing, Südtirol) ist eine italienische Biathletin und Skilangläuferin.

## Sportliche Karriere
Federica Sanfilippo lebt in Ridnaun und startet für den A.S.V. Ridnaun. Seit 2000 betreibt sie Biathlon und wurde 2008 Mitglied des italienischen Nationalkaders. Ihr internationales Debüt gab sie 2007 im Rahmen des IBU-Cups der Juniorinnen. Erstes internationales Großereignis wurden die Biathlon-Juniorenweltmeisterschaften 2010 in Torsby, wo die Italienerin 32. des Einzels, 23. des Sprints und 31. des Verfolgungsrennens wurde. Bei den nationalen Meisterschaften in Valdidentro gewann sie die Titel in Sprint und Verfolgung bei den Junioren. Die Gesamtwertung des Junioren-Alpencups gewann sie 2010. Ein Jahr später belegte Sanfilippo bei den Biathlon-Juniorenweltmeisterschaften 2011 in Nové Město na Moravě den 41. Rang im Einzel und wurde 58. des Sprints. Im Verfolgungsrennen ging sie nicht mehr an den Start. Bei den Juniorinnenrennen der Biathlon-Europameisterschaften 2011 im heimischen Ridnaun kam sie einzig im Einzel zum Einsatz und wurde 29.
Bei den Frauen tritt Sanfilippo seit 2008 an. 2009 gewann sie bei den italienischen Meisterschaften mit Christa Perathoner und Monika Messner im Staffelrennen die Bronzemedaille. Gegen Ende der Saison 2009/10 gab sie in Martell ihr Debüt im IBU-Cup und gewann als 33. des Sprints sofort Punkte. In der folgenden Saison erreichte sie als 18. eines Sprints in Ridnaun ihr bislang bestes Ergebnis in der Rennserie. Eine Woche später erreichte sie im Mixed-Staffelrennen an der Seite von Roberta Fiandino, René-Laurent Vuillermoz und Pietro Dutto als Drittplatzierte erstmals eine Podestplatzierung.
Ihr Weltcupdebüt hatte sie im Winter 2013/14 am 6. Dezember 2013 im österreichischen Hochfilzen, den Sprint beendete sie als 89. Bei ihrem Heimweltcup in Antholz erreichte sie ebenfalls nicht die Punkteränge. In der Folgesaison startete sie ab Januar 2015 verstärkt im Weltcup und erreichte in mehreren Rennen die Punkteränge. Bei den Biathlon-Weltmeisterschaften 2015 im finnischen Kontiolahti verfehlte sie mit einem 11. Platz im Einzelwettkampf ihre erste Top-10-Platzierung im Weltcup nur knapp. In der Saison 2015/16 gehörte sie von Anfang an zur Weltcupmannschaft und erreichte im zweiten Rennen des Winters, dem Sprint im schwedischen Östersund, mit einem zweiten Platz zum ersten Mal in ihrer Karriere eine Podiumsplatzierung. Es folgten mehrere gute Ergebnisse sowie ein erster und ein zweiter Platz mit der italienischen Damenstaffel. Bei den Biathlon-Weltmeisterschaften 2016 am Holmenkollen konnte sie jedoch nicht überzeugen und verfehlte in Sprint, Verfolgung und Einzelrennen die Punkteränge. Für den Massenstart qualifizierte sie sich nicht und auch für die Damenstaffel wurde sie nicht nominiert. Sie beendete die Saison nach den Weltmeisterschaften und nahm nicht am letzten Weltcup der Saison im russischen Chanty-Mansijsk teil.
Am 16. Januar 2023 verkündet sie, dass sie ihre Karriere im Biathlon beendet und von dem an für die italienische Langlaufmannschaft an den Start gehen wird.

## Statistik

### Weltcupsiege
| Nr. | Datum         | Ort        | Disziplin |
| --- | ------------- | ---------- | --------- |
| 1.  | 13. Dez. 2015 | Hochfilzen | Staffel 1 |
| 3.  | 16. Dez. 2018 | Hochfilzen | Staffel 2 |

### Platzierungen im Biathlon-Weltcup
Die Tabelle zeigt alle Platzierungen (je nach Austragungsjahr einschließlich Olympische Spiele und Weltmeisterschaften).
- 1.–3. Platz: Anzahl der Podiumsplatzierungen
- Top 10: Anzahl der Platzierungen unter den ersten zehn (einschließlich Podium)
- Punkteränge: Anzahl der Platzierungen innerhalb der Punkteränge (einschließlich Podium und Top 10)
- Starts: Anzahl gelaufener Rennen in der jeweiligen Disziplin
- Staffel: inklusive Mixed- und Single-Mixed-Staffeln

| Platzierung              | Einzel | Sprint | Verfolgung | Massenstart | Staffel | Gesamt |
| ------------------------ | ------ | ------ | ---------- | ----------- | ------- | ------ |
| 1. Platz                 |        |        |            |             | 2       | 2      |
| 2. Platz                 |        | 1      |            |             | 2       | 3      |
| 3. Platz                 |        |        |            |             | 2       | 2      |
| Top 10                   | 1      | 3      | 1          |             | 15      | 20     |
| Punkteränge              | 3      | 22     | 12         | 8           | 20      | 65     |
| Starts                   | 11     | 31     | 23         | 8           | 20      | 93     |
| Stand: 20. Dezember 2018 |        |        |            |             |         |        |

### Weltmeisterschaften
Ergebnisse bei Biathlon-Weltmeisterschaften
| Weltmeisterschaft | Weltmeisterschaft | Einzel | Sprint | Verfolgung | Massenstart | Staffel | Mixedstaffel | Single-Mixedstaffel |
| Jahr              | Ort               | Einzel | Sprint | Verfolgung | Massenstart | Staffel | Mixedstaffel | Single-Mixedstaffel |
| ----------------- | ----------------- | ------ | ------ | ---------- | ----------- | ------- | ------------ | ------------------- |
| 2015              | Kontiolahti       | 11.    | –      | –          | –           | –       | –            |                     |
| 2016              | Oslo              | 58.    | 50.    | 50.        | –           | –       | –            |                     |
| 2017              | Hochfilzen        | 54.    | 5.     | 17.        | 21.         | 5.      | –            |                     |
| 2019              | Östersund         | –      | 34.    | 39.        | –           | 10.     | –            | -                   |

### Olympische Winterspiele
Ergebnisse bei Olympischen Winterspielen:
|                                             | Einzelwettbewerbe | Einzelwettbewerbe | Einzelwettbewerbe | Einzelwettbewerbe | Staffelwettbewerbe | Staffelwettbewerbe |
| Sprint                                      | Verfolgung        | Einzel            | Massenstart       | Damenstaffel      | Mixedstaffel       |                    |
| ------------------------------------------- | ----------------- | ----------------- | ----------------- | ----------------- | ------------------ | ------------------ |
| Olympische Winterspiele 2018 \| Pyeongchang | 69.               | –                 | –                 | –                 | 9.                 | –                  |